# المرصد الملكي (غرينتش)
المرصد الملكي في غرينتش (المعروف سابقًا باسم مرصد غرينتش الملكي أو أختصارا أرغو (RGO)) كانت الغاية من انشائه هو تحديد مواقع الأجرام السماوية بدقة أكثر، مما يساعد ذلك التحديد إلى تطوير الملاحة في البحار.أما اليوم فإن الوظيفة الأساسية للمرصد هي تشغيل التلسكوبات البصرية البريطانية ـ الهولندية في مرصد روك دي لوس موشاكوس الإسباني في جزر الكناري. وتستخدم هذه التلسكوبات أساسًا من قبل الفلكيين من مختلف الجامعات لدراسة الخصائص الفيزيائية للأجرام السماوية، ويضطلع مكتب ملحق بالمرصد بنشر التقاويم والبيانات الفلكية الأساسية.

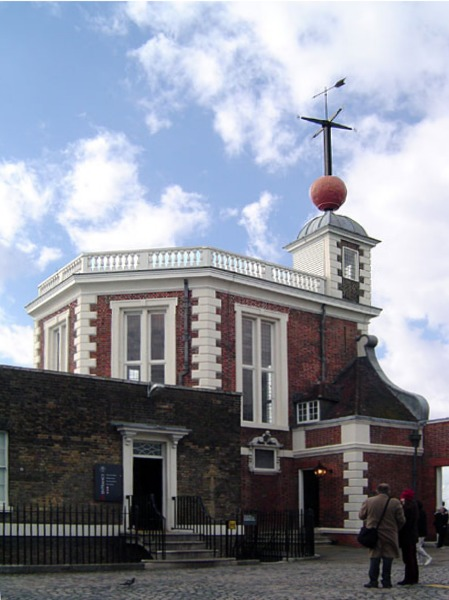
مرصد غرينيتش الملكي، وتظهر كرة تقبع على على قمة المنزل

## الموقع
يقع المرصد في منطقة جرينتش في جنوب غرب لندن ،ويتمركز المرصد في برج يقع على على تلة في حديقة غرينيتش، ويطل على نهر التايمز.

## التاريخ

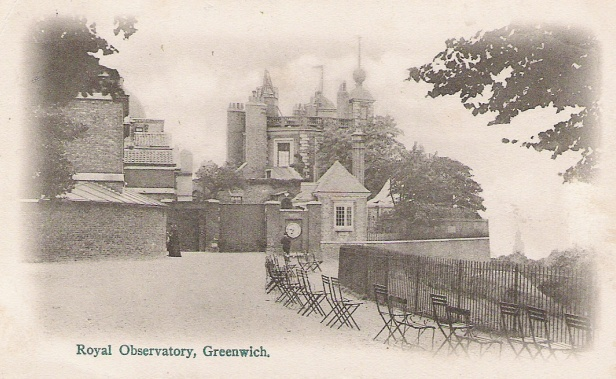
بطاقة بريدية عليها مرصد غرينيتش تعود لسنة 1902

بني في عام 1675م مَرْصَد جرينتش المَلَكي بأمر من الملك تشارلز الثاني ملك إنجلترا حيث تم تشكيل لجنة ملكية مهمتها مراقبة الأجرام السمواوية وتنظيم الملاحة البحرية . وكان المرصد موجود أولاً في منطقة غرينتش ولكن تم نقله في عام 1948م إلى هيرستمونسوكس، وبقي هناك حتى عام 1957م، وبعدها تم نقل المرصد إلى كمبردج في عام 1990م ثم أغلق عام 1998م. ويمر خط جرينتش عبر الموقع الأصلي للمرصد حيث شيد متحف علمي في عام 1993م. وكان مدير مرصد جرينتش الملكي يحمل لقب الفلكي الملكي حتى عام 1971م.
كانت هناك مبان كبيرة تقع في الحي والتي يعود تاريخ بنائها إلى عهد الملك إدوارد الأول وشيد قصر غرينتش، بجوار موقع المرصد الحالي، حيث كان مبنى المرصد عبارة عن منزل يقطنه عشيقات الملك هنري الثامن وكان المكان المفضل له، حيث كان يتمكن من الذهاب بسهولة من القصر لرؤيتهم. بدأ بفكرة اقامة مرصد في 1674 من قبل السير جوناس مور الذي بصفته مساح في مكتب الذخائر العامة، أقنع الملك تشارلز الثاني بمكان اقامة المرصد. وتم توفير الأدوات الأساسية والمعدات اللازمة للمرصد على نفقته الخاصة.و صميم النموذج الأصلي من قبل السير كريستوفر رين ويقال قد شاركه وساعده بالتصميم بمساعدة روبرت هوك، وكان المرصد أول مبنى خاص للأبحاث العلمية في بريطانيا.
تعرض المرصد لمحاولة تفجير في عام 1894. ربما كان هذا أول 'حادث ارهابي دولي في. تم تفجير قنبلة على يد مواطن فرنسي من العامة . ولم يعرف لماذا اختار المرصد، ولربما كان المقصود أن يحدث تفجير في أماكن أخرى. وقد استخدم هذا الحادث ليكون إلهام من قبل الكاتب جوزيف كونراد في روايته العميل السري.يعتبر المرصد اليوم كمتحف مفتوح للزوار.

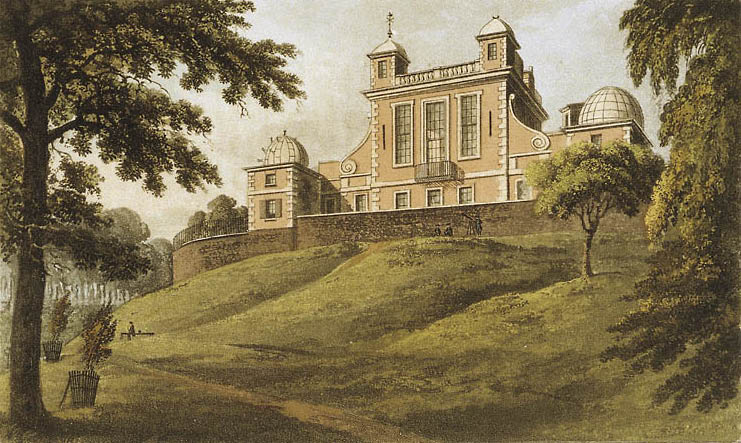
المرصد الذي كان مجلس للنواب عام 1824

## وصلات خارجية
- مرصد غرينيتش الملكي
- مرصد غرينيتش